# Guadalupe, Villa Corzo
Guadalupe är en ort i Mexiko.   Den ligger i kommunen Villa Corzo och delstaten Chiapas, i den sydöstra delen av landet, 700 km sydost om huvudstaden Mexico City. Guadalupe ligger 840 meter över havet och antalet invånare är 109.
Terrängen runt Guadalupe är huvudsakligen kuperad, men åt nordväst är den bergig. Runt Guadalupe är det ganska glesbefolkat, med 24 invånare per kvadratkilometer. Närmaste större samhälle är Villa Hidalgo, 11,4 km väster om Guadalupe. I omgivningarna runt Guadalupe växer huvudsakligen savannskog.